# Novopodîmka, Novoukraiinka
Novopodîmka (în ucraineană Новоподимка) este un sat în comuna Novomîkolaiivka din raionul Novoukraiinka, regiunea Kirovohrad, Ucraina.

## Demografie
Componența lingvistică a localității Novopodîmka
     Ucraineană (100%)
Conform recensământului din 2001, toată populația localității Novopodîmka era vorbitoare de ucraineană (100%).